# Breno Dália da Silveira
Breno Dália da Silveira foi um médico e político brasileiro, foi vereador na Câmara Municipal do Distrito Federal em 1947, e depois, eleito deputado federal pelo Distrito Federal ainda na legenda da UDN, assumindo o mandato em fevereiro de 1951. Após, foi reeleito no pleito de 1958, desta vez no PSB, no de 1962, e em 1966, já inscrito no MDB da Guanabara; exerceu o mandato até fevereiro de 1969, quando foi cassado pelo AI-5.  
Biografia  
Breno Dália da Silveira nasceu no município brasileiro de Mamanguape no dia 28 de novembro de 1913, filho do comerciante Bruno Veloso da Silveira e de Joana Dália da Silveira. Breno se casou com Cira Ribeiro da Silveira, com quem teve oito filhos e faleceu em Recife no dia 25 de setembro de 2000.
Estudou em Recife, e especializou-se em pediatria.